# 石台鰟鮍
石台鰟鮍（學名：Rhodeus shitaiensis）為輻鰭魚綱鯉形目鱊科鰟鮍屬的其中一種，分布於亞洲中國安徽省秋浦河流域，體長可達6.2公分，棲息在底中層水域，雌魚會在將卵產在蚌殼內，幼魚孵化後，會留在貝殼中直到能獨立游泳，生活習性不明。

## 扩展阅读
維基物種上的相關：石台鰟鮍